# 美城福德廟
24°47′06″N 121°47′45″E / 24.785122°N 121.795788°E
美城福德廟，是位於臺灣宜蘭縣壯圍鄉美城村的土地祠，在2010年村民藉由修復舊廟來參與社區總體營造。

## 社區總體營造

### 人文背景
美城福德廟於嘉慶十七年建廟，或說是1813年，又稱「土圍土地公廟」，位在美城村十二到廿鄰的舊名「土城仔」之處，廟址為大福路二段211號。舊的廟身取自壓艙石，為高170公分、寬90公分、基地約1坪大。
在農曆新春時，作為該村信仰中心的此廟神像會巡視村里，繞境祈安。昔日，宜蘭市魚販要到大福村一帶海邊買魚途經該廟時，會入廟膜拜，若未能得筊即掉頭回去，因為他們認為這趟買魚一定不會有賺錢。1996年報導，時年八十二歲的廟祝陳金長講，附近居民無論殺豬公、娶媳婦或入厝時，會請這尊起基土地公神尊前去坐鎮祈福。福德正神千秋時，信徒雲集，林聰賢、林建榮等地方政治人物都曾在此日來此祭拜。
原先只有祭拜土地公，後來才增加陪祀的土地婆。當地傳說，過去農民清晨前巡田水時，常見到一點火光從田間小路飄到土地公廟附近後就憑空消失。久而久之紛紛猜測火光可能為土地公的化身，不過對神明夜行的原因感到疑惑。信眾遂向土地公擲筊請示，最後才知曉土地公「不安於廟」之因，是難耐孤獨而外出解悶。於是信徒決定為土地公塑造一尊土地婆，同時以嫁娶儀式將土地婆迎娶回廟。從此，經常飄浮在漆黑田間的火光便不再出現。
1982年間擴建新廟。石廟被拆解，保存其中八大塊存放在廟旁雀榕下。1995年新廟拜亭完成。原先舊廟石材剩屋頂與牆堵，分別重1百到2百台斤。

### 修復石廟
隨著社區總體營造觀念興盛，村民們想到了當年的石廟也是村內的寶物，遂透過文建會協助及信義房屋贊助來復原舊廟。美城村長吳橛達在2008年表示村子裡有很多寺廟，將此廟、五間紫雲寺、南安宮、東安聖祖廟等，列為村落的宗教文化旅遊資產。

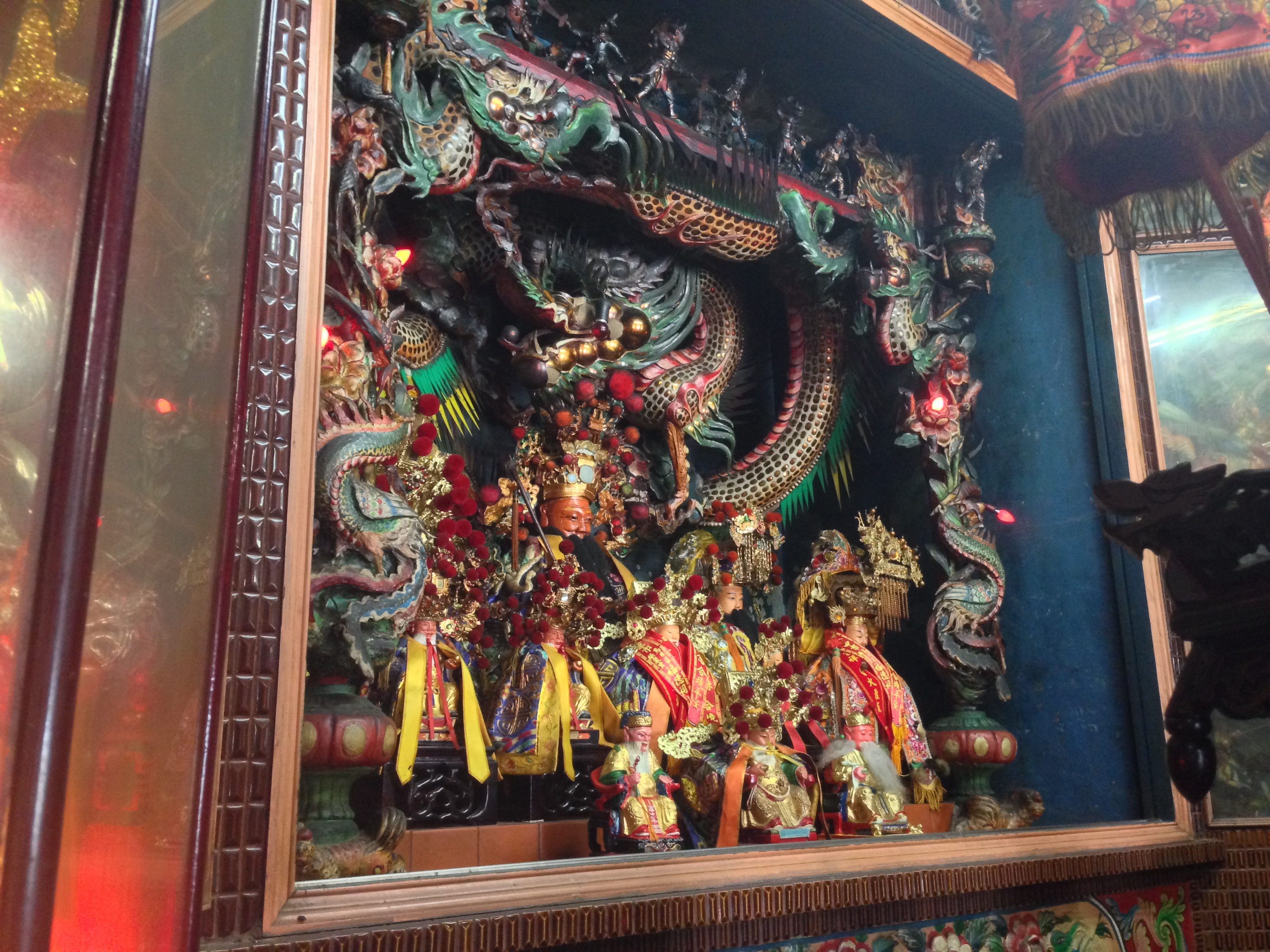
美城福德廟神像

2010年初舊廟修復動工，廟方為尋找相同的四稜砂岩石材，還遠赴中國大陸。後來在一家古厝找到相同石材，信徒認為是土地公幫的忙。藉由老師傅陳清圳指導修廟工作，以蘭陽溪砂石混成混凝土地基，並在地基加裝汽車避震器，可耐8級強震。修復祖廟的專案執行委員吳建和表示，此土地公格局雖小，卻具備傳統石材建築的完整結構，為探究台灣寺廟建築之美的入門實例，也會作為出巡之用。同年3月22日，石廟上梁。修復後的石廟高143公分，寬、深92公分。土地公平日依然則供奉在新廟。28日舊廟舉行修復落成典禮，當日近百人合力把石廟抬上板車出巡，由貨車牽引進行6公里的繞村祈福。廟方說日後這座行動土地公廟可供出借，但必須先擲出聖筊，才能將神像連廟一起請出場。
當年，吳建和推甄上佛光大學文化資產創意學系碩士班，並以「蘭陽平原土地公廟祭祀與慶典之研究—以壯圍美城福德廟為例」做為研究題目，詳盡介紹此廟種種故事。2011年農曆正月二十重新選定新爐主時，吳建和在三百多名候選人中，以續十二個聖杯雀屏中選。

### 其他創意

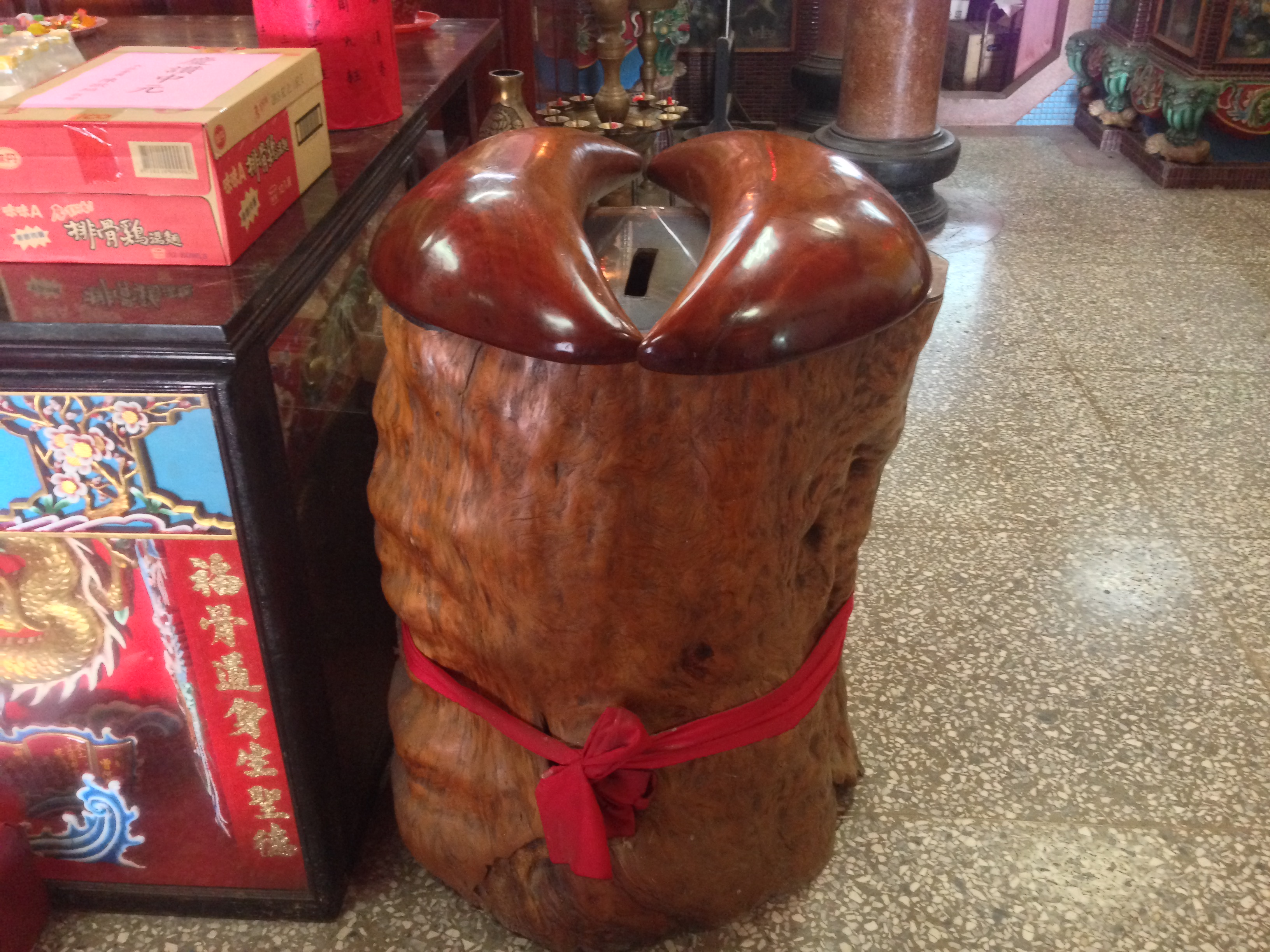
美城福德廟神明郵筒

廟方用百年老樹腐朽成的天然空心筒，設計成「神明郵筒」，在2009年土地公生日時啟用，提供紅紙讓信眾書寫祈求神明。郵筒為樟樹材質，高約1公尺、直徑約50公分，上面再蓋上透明壓克力板。廟方會收件集中火化，以給土地公，如在土地公生日農曆二月初二、或中秋節。
吳建和以肖楠木特製一對巨大筊杯，於2009年2月21日由主委曾石旺與羅東鎮長林聰賢安座。該筊杯長66公分，重33台斤。數字取文工尺的吉祥數，分別代表「富貴」、「添丁」。該筊杯號稱宜蘭縣最大，除在重要慶典請示神明外，平日不擲筊使用，只讓信眾摸筊，祈求平安順利。

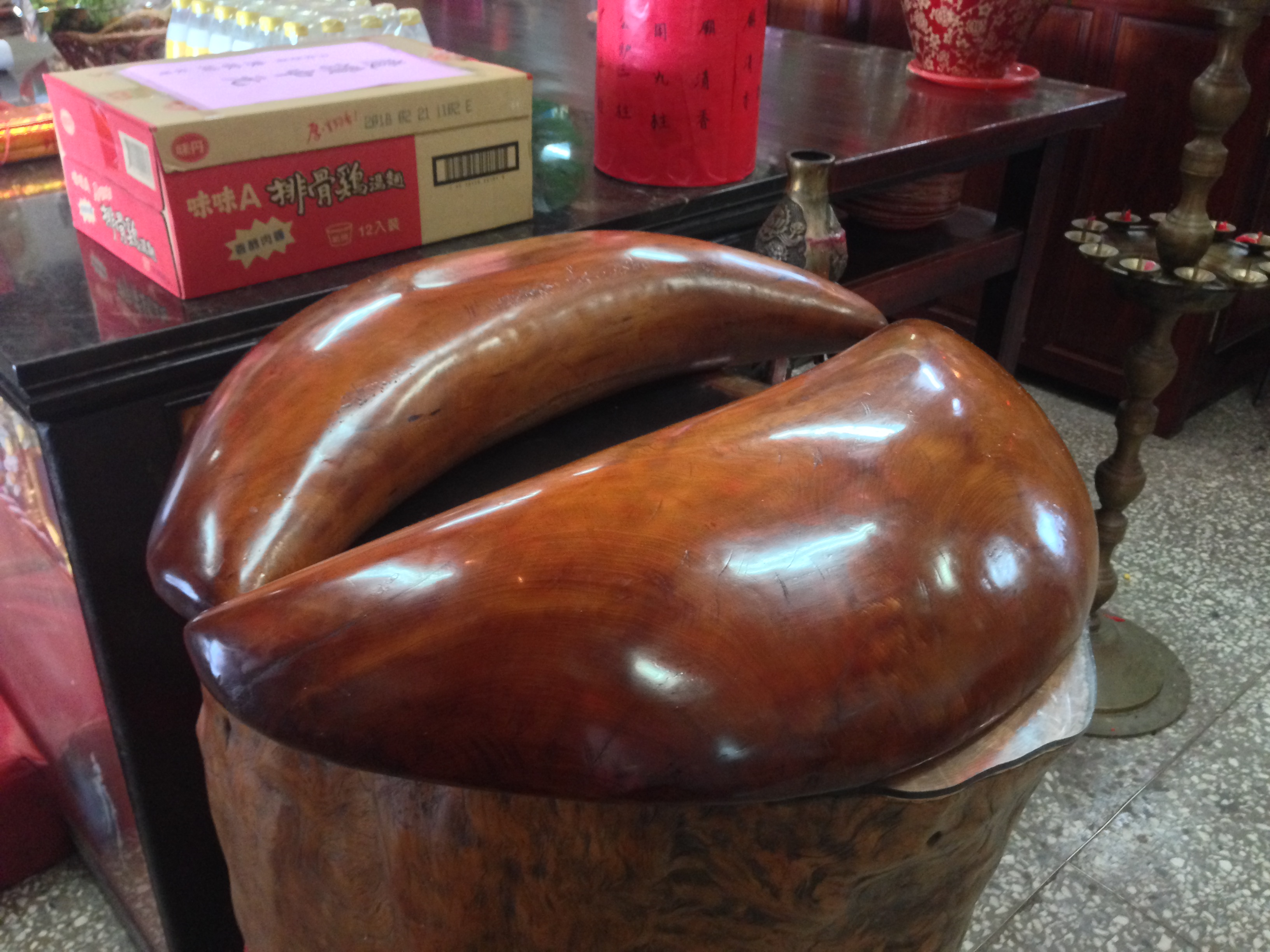
美城福德廟聖筊